# Gametophyt

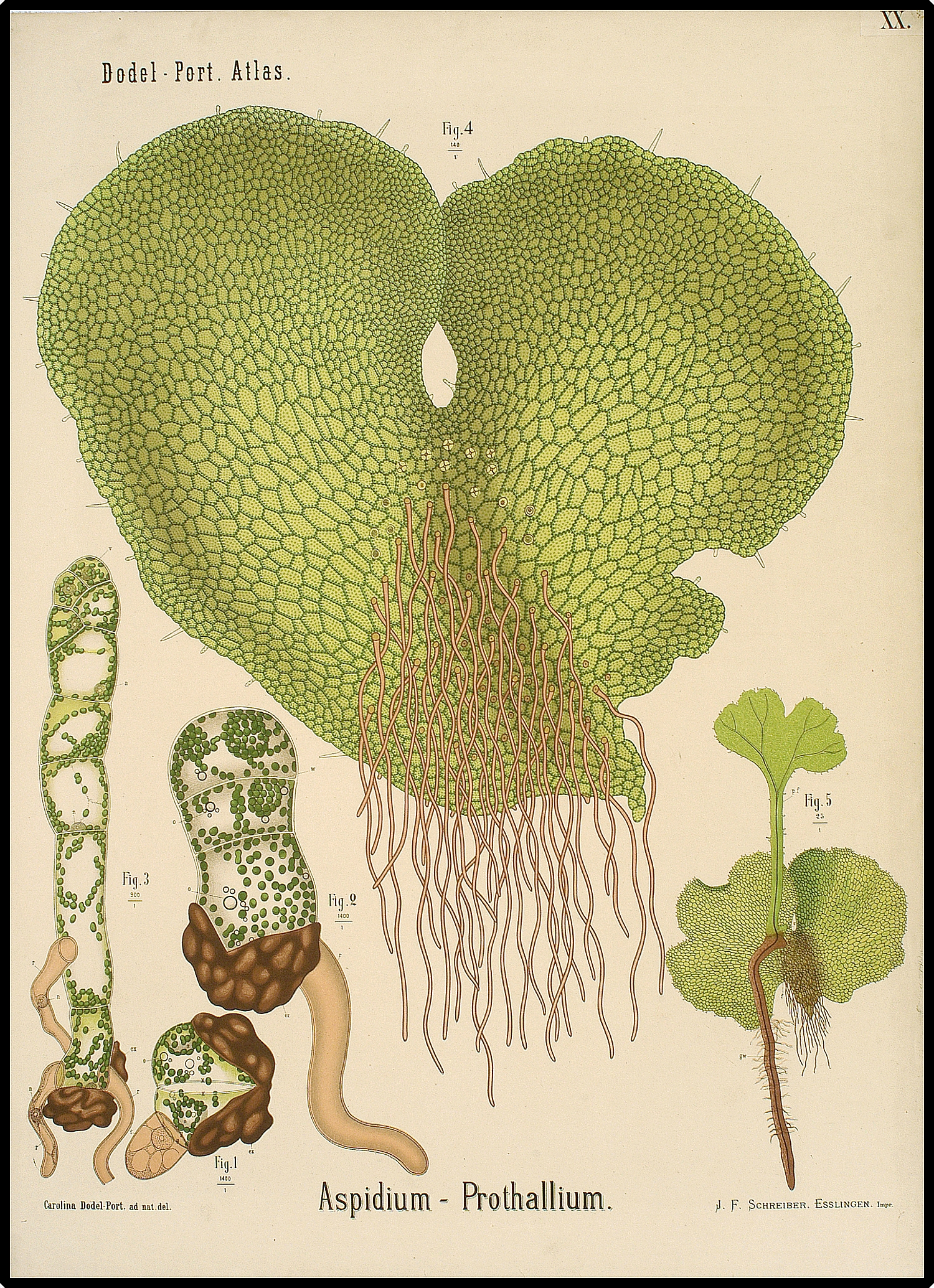
Fünf Stadien der Entwicklung des Gametophyten (Prothalliums) eines Farns. Aus dem Atlas der Botanik von Arnold Dodel-Port

Der Gametophyt (griech. gamete, gametes „Gattin, Gatte“ und phyton „Pflanze“) ist bei Pflanzen die Gameten-bildende, sexuelle Generation, also die haploide Phase des Generationswechsels. Die diploide Phase wird als Sporophyt bezeichnet. (Dieser erzeugt bei niederen Pflanzen (Moose und Farne) Sporen, die der ungeschlechtlichen Vermehrung dienen.)
Ein Gametophyt ist stets mehrzellig. Er wächst aus einer Meiospore eines Sporophyten heran und ist deshalb immer haploid, jede seiner Zellen besitzt also nur einen einzigen Chromosomensatz. Der Gametophyt entwickelt Sexualorgane (genannt Antheridien und Archegonien) und in diesen die Gameten. Aus der Verschmelzung zweier Geschlechtszellen geht eine diploide Zygote hervor, die am Beginn der zweiten Generation (der diploiden Sporophytengeneration) steht. Mit anderen Worten: Nach der Kernverschmelzung wächst die Zygote zu einem Sporophyten heran; dieser erzeugt Sporen, aus denen wieder ein Gametophyt hervorgeht und so den Kreislauf der beiden Generationen schließt.

## Ausprägung bei verschiedenen Pflanzengruppen
Die Gametophyten der Moose sind die grünen Moospflänzchen.
Bei den Farnen hingegen sind die Gametophyten (genannt: Prothallium) so stark reduziert, dass sie kaum je wahrgenommen und leicht mit einem Lebermoos verwechselt werden können. Bei den Farnpflanzen ist der oben sichtbare grüne hochwachsende Teil der Pflanze der Sporophyt. Auf der Zeichnung von Otto Wilhelm Thomé (links) sieht man rechts unten einen Gametophyten (Prothallium), aus dem der neue Sporophyt austreibt. An den Blättern des Sporophyten sitzen Sporangien, aus denen die Sporen abgegeben werden.
Noch weiter reduziert sind die Gametophyten der Samenpflanzen. Bei ihnen befindet sich der männliche Gametophyt im Pollenkorn und besteht bei den Bedecktsamern (Blütenpflanzen) nur aus drei Zellen. Der weibliche Gametophyt ist der Embryosack in der Samenanlage; er besteht voll entwickelt zumeist aus sieben Zellen.

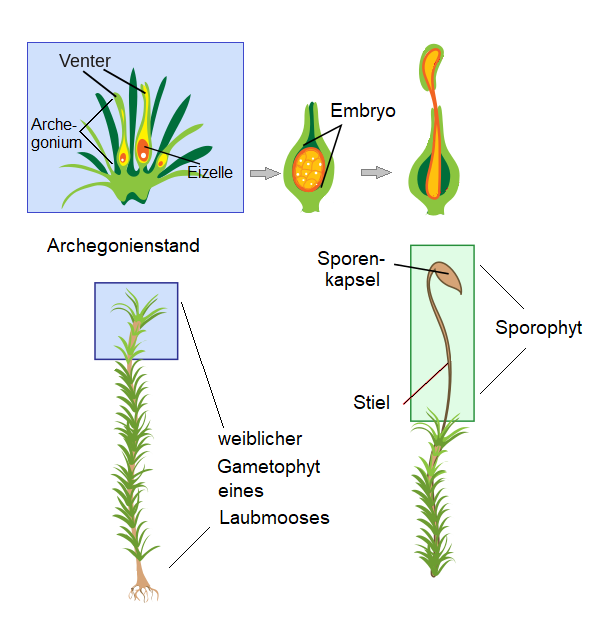
Gametophyt eines Laubmooses
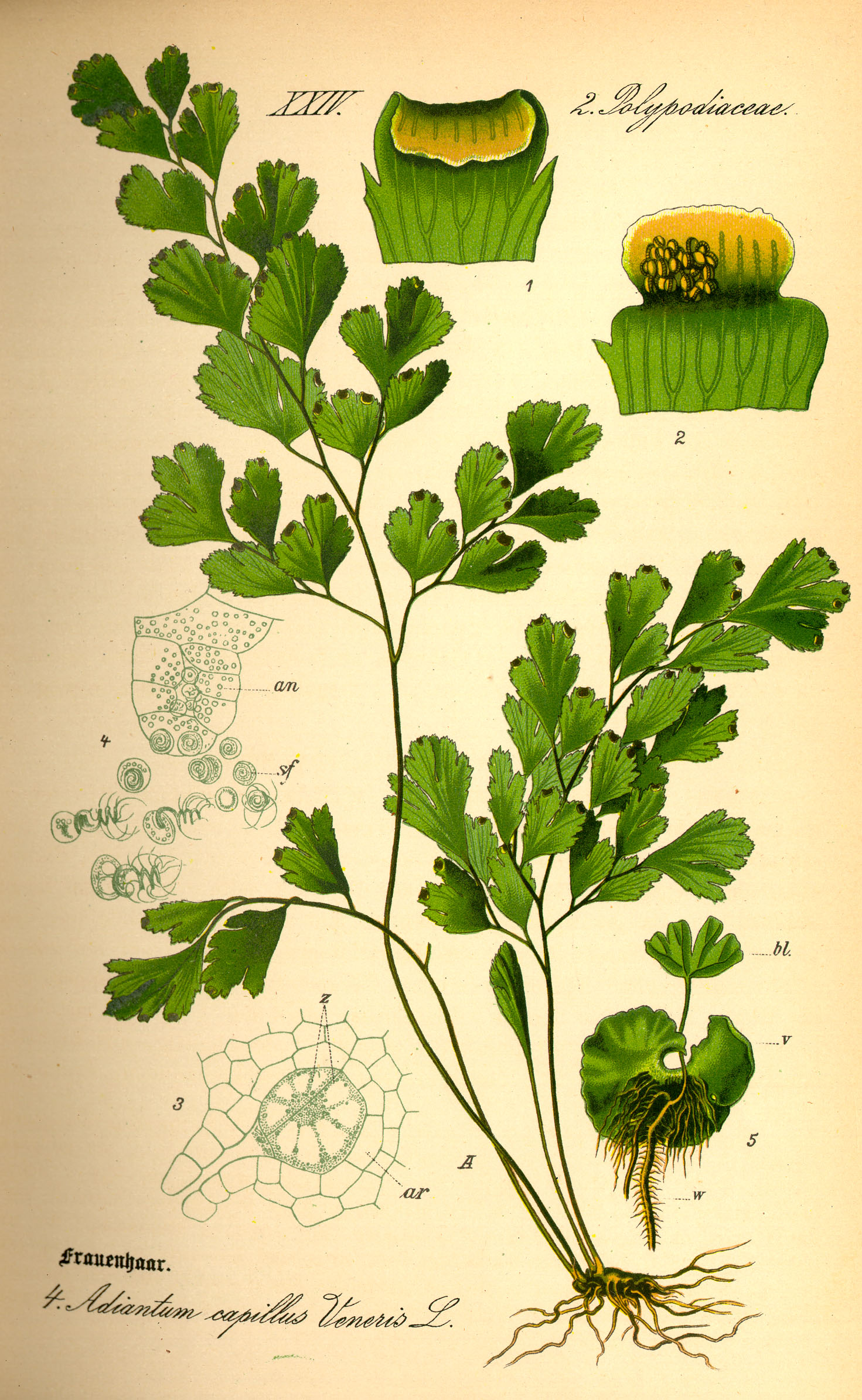
Gametophyt eines Farns rechts unten